# SU-152G
Die SU-152G (russisch СУ-152Г, GABTU-Index „Objekt 108“) ist eine sowjetische experimentelle 152-mm-Selbstfahrlafette und wurde vom OKB-3 der Abteilung für Schwermaschinenbau von Uralmasch entwickelt. Der Hauptkonstrukteur der SU-152G war Lew Gorlizkij. Die SU-152G sollte feindliche Feuerstellungen unterdrücken und zerstören, feindliche gepanzerte Fahrzeuge bekämpfen sowie Aufgaben der Raumverteidigung und des Artillerieduelles übernehmen.

## Geschichte
Am Ende des Zweiten Weltkriegs 1945 begann die UdSSR mit der Suche nach einem neuen Panzerabwehr- und Sturmgeschütz, um gepanzerte Ziele durch direktes Feuer zu bekämpfen. Zu dieser Zeit entwickelten die westliche Welt und die USA Artillerie, die in der Lage war, mit großer Rohrerhöhung aus der Deckung heraus zu schießen. Diese Artillerie ersetzte nach und nach die bis dahin verwendeten gezogenen Geschütze. Die wichtige Rolle, die Selbstfahrlafetten in lokalen Konflikten spielten, wurde ebenfalls deutlich. Trotz der notwendigen Anpassungen der Visiereinrichtungen, mit denen die sowjetischen Artilleriegeschütze ausgestattet waren, für das Schießen mit großer Rohrerhöhung betrug die maximal verfügbare Rohrerhöhung oft nur 15–20 Grad. Dies schränkte die Leistungsfähigkeit der Panzerartillerie erheblich ein, insbesondere im Vergleich zu den gezogenen Geschützen.
Als die größte Bedrohung für die Panzerartillerie wurden die deutschen Jagdpanzer, von denen einige Modelle im Frühjahr 1945 von der sowjetischen Armee erbeutet wurden, wahrgenommen. Anhand der Leistungsdaten dieser Waffenträger erstellte das OKB-3 unter L. I. Gorlizkij zwei Projekte. Am 22. Juni 1948 erging der Erlass Nr. 2252-935 der UdSSR, nach dem das OKB-3 mit dem Entwurfsprozess begann.
Für die Konstruktion der SU-152G war hauptsächlich OKB-3 zuständig, während die Haubitze D-50/D-1 vom OKB-9 entwickelt wurde. Das erste Versuchsmodell wurde im März 1948 fertiggestellt und am 16. Juni 1948 an die militärischen Vertreter des Werks übergeben. Zwei weitere D-50/D-1-Haubitzen wurden bis zum 31. Dezember 1948 im Werk Nr. 9 hergestellt. Die SU-152G wurde zusammen mit dem Panzerjäger SU-100P zur Werkserprobung angewiesen. Die Erprobung umfasste eine Fahrt von 865 Kilometern sowie eine 88- und eine 51-schüssige Feuersalve. Die Ergebnisse der Tests zeigten, dass die Feuerrate und die Leistung der SU-152G zufriedenstellend waren. Allerdings wurde eine Reihe von Mängeln bei der Konstruktion der Gummi-Metall-Scharniere der Ketten festgestellt, die zum ersten Mal in sowjetischen gepanzerten Fahrzeugen verwendet wurden.
Nach der Werkserprobung nahm die SU-152G zusammen mit der SU-100P und der SU-152P an staatlichen Erprobungen teil, bei denen Mängel am Laufwerk der SU-100P festgestellt wurden. Die Verbesserung des Fahrgestells und die Beseitigung der festgestellten Mängel dauerten bis Juni 1955 an. Danach wurden die SU-100P und die SU-152G von der Sowjetarmee in Dienst gestellt, doch die meisten Arbeiten an den Selbstfahrlafetten wurden 1955 von Chruschtschow abgebrochen, so dass die SU-152G nicht in die Massenproduktion gehen konnte.

## Beschreibung der Konstruktion

### Wanne und Turm
Die SU-152G verfügt über einen oben offenen Turm, der auf der Wanne montiert ist. Die Wanne wurde aus Walzstahl geschweißt und ist in drei Abteile unterteilt: den Antriebsraum, in dem die Getriebe und der Motor untergebracht sind, den Fahrraum und den Kampfraum. Der Motor und die Getriebe sind im vorderen rechten Teil des Fahrzeugs untergebracht. Auf der linken Seite befindet sich das Lenkgetriebe. In der Mitte des Fahrzeugs befindet sich der Kampfraum, der gepanzert ist. Im hinteren Teil befindet sich die Munitionsablage, analog zu der der SU-100P. Das Geschütz ist im Turm montiert. Der Turm hat einen Schwenkbereich von je 71,5 Grad nach links und rechts, der Höhenrichtbereich lag zwischen −5 und +40 Grad. Für den Betrieb des gesamten Fahrzeugs war eine 5-köpfige Besatzung erforderlich. Die Panzerung schütze gegen Infanteriewaffen und Granatsplitter. Die Panzerung der Wanne war 25 mm dick, während der Turm eine 15 mm dicke Panzerung hatte.

### Bewaffnung

152-mm-Geschosse, die von der SU-152G verwendet wurden. 1. OF-530 Splittersprenggranate 2. O-530A Splittergranate 3. G-530 bunkerbrechende Granate

(Der Buchstabe Г wird fälschlicherweise als r dargestellt.)
Die Hauptbewaffnung der SU-152G war die 152-mm-Haubitze D-50/D-1. Sie hatte identische ballistische Eigenschaften, interne Mechanismen und verwendete die gleiche Munition wie die 152-mm-Haubitze D-1. Der Lauf war mit dem Verschluss verbunden und mit einer Mündungsbremse versehen. In den Verschluss wurde eine vertikale, verkeilte Klappe sowie ein halbautomatischer, freischwebender Auswerfer eingebaut. Zur Erleichterung des Ladevorgangs wurde auch ein mechanischer Lader eingebaut. Der Sitz des Richtschützen ist mit einem ZIS-3-Panoramavisier für indirektes Schießen mit hohen Anstellwinkeln und einem OP1-7-Direktschussvisier für die Beobachtung des Granateinschlags ausgestattet. Der Munitionsvorrat der SU-152G besteht aus 42 Granaten.
Die Hauptgranate der D-50/D-1 war die Splittersprenggranate 53-OF-530, die mit einem RGM-, RGM-2- oder D-1-Zünder versehen war. Bei voller Treibladung hatte die Granate eine Mündungsgeschwindigkeit von 508 m/s und eine maximale Reichweite von 12,39 km. Die 53-OF-530 hat ein Stahlgehäuse und ist mit 5,83 kg TNT gefüllt. Mit einem Kontaktzünder ausgestattet, konnte sie aufrecht stehende Infanterie in einer Fläche von 2100 Quadratmetern vernichten und einen Krater von bis zu 1,2 m Tiefe und bis zu 3,5 m Durchmesser erzeugen. Für eine größere Wirkung gegen Infanterie wurde die 53-O-530A mit einem RGM-2- oder D-1-U-Zünder oder die Splittersprenggranate 53-OF-530R und die 3OF9 mit AR-26- bzw. AR-30-Funkzünder für die Luftdetonation eingesetzt.
Zur Panzerabwehr konnte die SU-152G 53-BP-540-Hohlladungsgranaten einsetzen, die bis zu 250 mm gewalzten Panzerstahl (RHA) durchschlagen konnten. Es gab auch A3-PB-35-Panzergranaten mit einer Durchschlagskraft von 68 mm RHA und einer Reichweite von 2 km. Zur Auswahl standen auch Spezialgeschosse, darunter Beleuchtungsgeschosse, Rauchgeschosse, bunkerbrechende Geschosse und chemische Geschosse. Die Treibladungen 4Sch5 und 54-Sch-536M wurden für Hohlladungsgranaten und Marinegeschosse verwendet. Die 54-Sch-536-Treibladung war im Übrigen für die Haubitzen D-1 und M-10 bestimmt, die 54-Sch-534-Treibladung hingegen war für den Abschuss durch die 152-mm-Haubitze Modell M1909/30 vorgesehen und es wurde empfohlen, ihre Verwendung zu vermeiden, da sie zu einer Ausdehnung der Kammer und folglich zu Rohrkrepierern führen konnte.

### Kommunikation
Die SU-152G war mit einer 10-RT-Funkstation und der TPU-47-3-Bordfunkanlage ausgestattet.

### Antrieb
Die SU-152G wurde von einem Viertakt-V12-Dieselmotor W-105 (W-54-105) angetrieben, der auf 400 PS gedrosselt war. Es handelt sich um eine Modifikation des W-54-Motors, wobei die folgenden Anpassungen vorgenommen wurden:
- Der Federkorrektor der NK-10-Pumpe wurde entfernt;
- Die Auspuffkrümmer, der Ansaugkrümmer, der Lüfterantrieb und der Wasserpumpendeckel wurden geändert;
- Der Ölfilter „Kimaf-STS“ wurde auf einer separaten Halterung installiert;
- Ein 3-kW-Generator G-74 wurde eingebaut;
- Die Motorleistung wurde begrenzt;
- Der Kühlergrill wurde für eine bessere Kühlleistung geändert.[4][5]

Die SU-152G verfügt über ein Planetengetriebe mit sechs Vorwärts- und zwei Rückwärtsgängen. Die Höchstgeschwindigkeit im 6. Gang wurde mit 63 km/h ermittelt.

### Laufwerk
Das Laufwerk der SU-152G gleicht dem des Panzerabwehrjägers SU-100P. Es handelt sich um ein drehstabgefedertes Stützrollenlaufwerk mit 6 Laufrollen und drei Stützrollen je Seite. Die Führungsrollen befinden sich am Heck und die Antriebsrollen am Bug des Fahrzeuges. Das erste und sechste Rollenpaar ist mit Hydraulikdämpfern versehen. Die Ketten sind Scharnierketten mit geschmiedeten Gummimetallscharnieren. Ein Kettenglied ist 412 mm breit und 133 mm lang.

## Verbleibende Exemplare
- Russland: Das letzte verbleibende Exemplar wird im Panzermuseum Kubinka ausgestellt.